# Unione dei comuni della Valvarrone
L'Unione dei comuni della Valvarrone è stata un'unione di comuni che comprendeva i comuni di Sueglio, Introzzo, Tremenico e Vestreno (gli ultimi tre aggregati nel comune di Valvarrone dal 1º gennaio 2018), in provincia di Lecco. In seguito alla menzionata aggregazione, l'Unione è stata sciolta il 30 aprile 2018.
Scopo principale dell'Unione è stato quello di esercitare in gestione associata per i Comuni aderenti diverse funzioni e servizi al fine di migliorare la qualità dei servizi erogati e di ottimizzare le risorse economico-finanziarie, umane e strumentali.
Il territorio dell'Unione dei comuni della Valvarrone è compreso interamente nell'Ecomuseo della Valvarrone, che ha sede legale a Introzzo e operativa a Vestreno.